# Bitetti Combat
Bitetti Combat é um evento de artes marciais mistas (MMA) brasileiro criado em 2002. Desde então, o evento comandado pelo bicampeão mundial de Jiu-Jitsu Amaury Bitetti e também pelo faixa-preta Fernando Chacur, passou a figurar no noticiário dos principais meios de comunicação da mídia especializada em todo o mundo, como Sherdog, GracieMag, Tatame, Portal do Vale Tudo, MMAJunkie e o canal Premiere Combate. Sendo considerado um dos eventos de MMA mais importantes da América Latina[carece de fontes?] e o mais importante do Brasil.

## Eventos
| Data                    | Evento                                              | Localização                    | Arena/Estádio                        | Média de Público                    |
| ----------------------- | --------------------------------------------------- | ------------------------------ | ------------------------------------ | ----------------------------------- |
| 28 de novembro de 2002  | Bitetti Combat Nordeste 1                           | Natal, Rio Grande do Norte     | Ginásio Humberto Nesi                |                                     |
| 20 de março de 2003     | Bitetti Combat Nordeste 2                           | Natal, Rio Grande do Norte     | Ginásio Humberto Nesi                |                                     |
| 1 de abril de 2004      | Bitetti Combat Nordeste 3                           | Natal, Rio Grande do Norte     | Ginásio Humberto Nesi                |                                     |
| 12 de setembro de 2009  | Bitetti Combat 4                                    | Rio de Janeiro, Rio de Janeiro | Ginásio Gilberto Cardoso             | 10 mil pessoas                      |
| 12 de dezembro de 2009  | Bitetti Combat 5                                    | Barueri, São Paulo             | Ginásio Poliesportivo José Corrêa    |                                     |
| 25 de fevereiro de 2010 | Bitetti Combat 6                                    | Brasília, Distrito Federal     | Ginásio Nilson Nelson                |                                     |
| 28 de maio de 2010      | Bitetti Combat 7                                    | Rio de Janeiro, Rio de Janeiro | Fundição Progresso                   | 3,5 mil pessoas                     |
| 4 de dezembro de 2010   | Bitetti Combat 8 - 100 Anos do Corinthians          | São Paulo, São Paulo           | Estádio Alfredo Schürig              | 3,5 mil pessoas                     |
| 18 de junho de 2011     | Bitetti Combat 9 - Torneio de Lutas de Pesos Médios | Rio de Janeiro, Rio de Janeiro | Botafogo de Futebol e Regatas        | 2 mil pessoas                       |
| 15 de outubro de 2011   | Bitetti Combat 10                                   | Rio de Janeiro, Rio de Janeiro | Botafogo de Futebol e Regatas        | 3 mil pessoas                       |
| 4 de maio de 2012       | Bitetti Combat 11 - Torneio de Lutas de Pesos Leves | Rio de Janeiro, Rio de Janeiro | Complexo Esportivo da Rocinha        |                                     |
| 8 de setembro de 2012   | Bitetti Combat 12                                   | Rio de Janeiro, Rio de Janeiro | Complexo Esportivo da Rocinha        |                                     |
| 9 de dezembro de 2012   | Bitetti Combat 13                                   | Rio de Janeiro, Rio de Janeiro | Clube de Regatas do Flamengo         |                                     |
| 9 de março de 2013      | Bitetti Combat 14                                   | Laranjeiras, Rio de Janeiro    | Clube Hebraica Rio                   | 3 mil pessoas                       |
| 11 de maio de 2013      | Bitetti Combat 15                                   | Laranjeiras, Rio de Janeiro    | Clube Hebraica Rio                   | 3 mil pessoas                       |
| 19 de julho de 2013     | Bitetti Combat 16                                   | Laranjeiras, Rio de Janeiro    | Clube Hebraica Rio                   | 3 mil pessoas                       |
| 19 de julho de 2013     | Bitetti Combat 17                                   | Rio de Janeiro, Rio de Janeiro | Botafogo de Futebol e Regatas        | 3 mil pessoas                       |
| 31 de outubro de 2013   | Bitetti Combat 18                                   | Rio de Janeiro, Rio de Janeiro | Botafogo de Futebol e Regatas        | 2,5 mil pessoas                     |
| 6 de fevereiro de 2014  | Bitetti Combat 19                                   | Manaus, Amazonas               | Arena do Tropical Hotel, Zona Oeste. | 2 mil pessoas                       |
| 7 de junho de 2014      | Bitetti Combat 20                                   | Búzios, Rio de Janeiro         | Fishbone, Praia de Geribá, Búzios.   | Transmitido pelo Esporte Interativo |

### Tabela atuais campeões
| Categoria           | Peso   | Lutador                                            | Campeão Desde     | Defesas de Cinturão |
| ------------------- | ------ | -------------------------------------------------- | ----------------- | ------------------- |
| Peso Pesado         | 120 kg | Vago                                               |                   | 0                   |
| Peso Meio Pesado    | 93 kg  | Luis Philipe "Monstro"                             | Bitetti Combat 18 | 0                   |
| Peso Médio          | 84 kg  | Andre "Sergipano" Muniz                            | Bitetti Combat 19 | 0                   |
| Peso Meio Medio     | 77 kg  | Marcus Vinícius "Nugget"                           | Bitetti Combat 16 | 0                   |
| Peso Leve           | 70 kg  | João Luiz "Andrezinho" Nogueira                    | Bitetti Combat 19 | 0                   |
| Peso Pena           | 66 kg  | Gleristone "Toninho Furia" Santos                  | Bitetti Combat 12 | 0                   |
| Peso Galo           | 61 kg  | Sheymon da Silva Moraes/ William Vianna (interino) | Bitetti Combat 12 | 0                   |
| Peso Mosca          | 57 kg  | Pedro Silveira (interino)                          | Bitetti Combat 13 | 0                   |
| Peso Mosca Feminino | 57 kg  | Viviane "Sucuri" Pereira                           | Bitetti Combat 20 | 0                   |